# 圣昂布勒伊
圣昂布勒伊（法語：Saint-Ambreuil，法語發音：[sɛ̃.t‿ɑ̃bʁœj]）是法国索恩-卢瓦尔省的一个市镇，属于索恩河畔沙隆区。

## 地理
圣昂布勒伊（46°41'30"N, 4°51'36"E）面积18.26 平方千米，位于法国勃艮第-弗朗什-孔泰大區索恩-卢瓦尔省，该省份为法国中部省份，北起顺时针与科多尔省、汝拉省、安省、罗讷省、卢瓦尔省、阿列省和涅夫勒省接壤。
与圣昂布勒伊接壤的市镇（或旧市镇、城区）包括：拉沙尔梅、格罗讷河畔博蒙、瑞利莱比克西、莱沃、拉勒、格罗讷河畔梅塞、圣西尔、圣日耳曼莱比克西、大瓦雷讷。

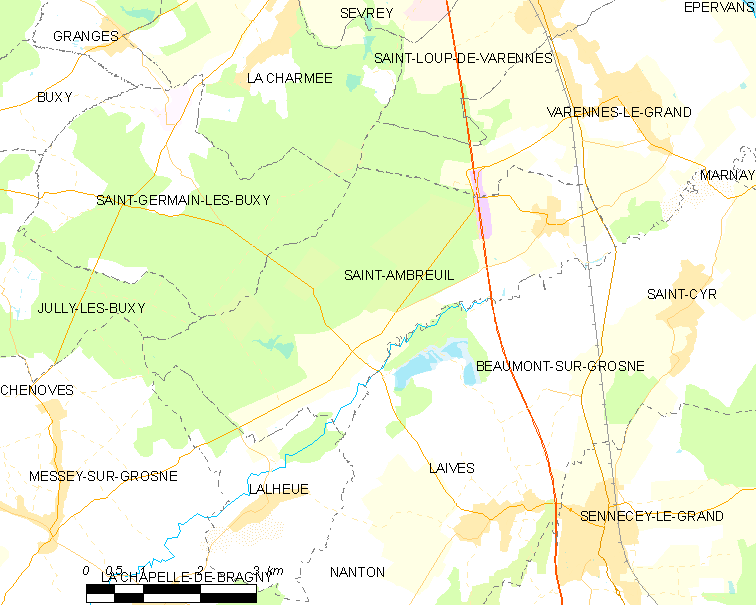
圣昂布勒伊的OSM定位图

圣昂布勒伊的时区为UTC+01:00、UTC+02:00（夏令时）。

## 行政
圣昂布勒伊的邮政编码为71240，INSEE市镇编码为71384。

## 政治
圣昂布勒伊所属的省级选区为图尔尼县。

## 人口

1962-2008年间圣昂布勒伊人口变化图示

圣昂布勒伊于2022年1月1日时的人口数量为525人。